# MECO
Un obiect magnetosferic aflat în colaps veșnic (engleză Magnetospheric Eternally Collapsing Objects, abreviat MECO) este o propunere alternativă la gaura neagră, propunere susținută de Darryl Leiter și Robertson Stanley. Obiectele tip MECO sunt o variantă a obiectelor aflate în colaps etern (engleză eternally collapsing objects sau ECO), ipoteză propusă de astronomul indian Abhas Mitra în 1998. Mitra a conceput o dovada ostensivă cum că găurile negre nu se poate forma din colapsul gravitațional sferic simetric al unei stele. Bazat pe acest lucru, el a afirmat că prăbușirea trebuie să fi încetinită de presiunea radiației. O diferență între MECO și găurile negre ar fi că MECO poate produce propriul său câmp magnetic. O gaură neagră neacoperite nu poate produce propriul său câmp magnetic, dar discul său de acreție poate. Astronomul Rudolph Schild pretinde că a găsit dovada unei astfel de câmp magnetic la candidatul de gaura neagră din quasarul Q0957 561.  
Nici obiectele ECO nici cele MECO nu au dobândit o acceptare largă în rândul oamenilor de știință; Gerry Gilmore de la Institutul de Astronomie de la Universitatea Cambridge a declarat că acest concept este aproape sigur greșit, la fel și Chris Hillman.